# Gran Premio de San Marino de Motociclismo de 2019
El Gran Premio de San Marino de Motociclismo de 2019 (oficialmente Gran Premio Octo di San Marino e della Riviera di Rimini) fue la decimotercera prueba del Campeonato del Mundo de Motociclismo de 2019. Tuvo lugar en el fin de semana del 13 al 15 de septiembre en el Misano World Circuit Marco Simoncelli, situado en la comuna de Misano Adriatico, región de Emilia-Romaña, Italia.
La carrera de MotoGP fue ganada por Marc Márquez, seguido de Fabio Quartararo y Maverick Viñales. Augusto Fernández fue el ganador de la prueba de Moto2, por delante de Fabio Di Giannantonio y Álex Márquez. La carrera de Moto3 fue ganada por Tatsuki Suzuki, John McPhee fue segundo y Tony Arbolino tercero.
La primera carrera de MotoE fue ganada por Matteo Ferrari, Héctor Garzó fue segundo y Xavier Siméon tercero. La segunda carrera fue ganada por Matteo Ferrari, seguido de Héctor Garzó y Mattia Casadei.

## Resultados

### Resultados MotoGP
| Pos.    | N.º | Piloto            | Constructor | Vueltas | Tiempo    | Parrilla | Puntos |
| ------- | --- | ----------------- | ----------- | ------- | --------- | -------- | ------ |
| 1       | 93  | Marc Márquez      | Honda       | 27      | 42:25.163 | 5        | 25     |
| 2       | 20  | Fabio Quartararo  | Yamaha      | 27      | +0.903    | 3        | 20     |
| 3       | 12  | Maverick Viñales  | Yamaha      | 27      | +1.636    | 1        | 16     |
| 4       | 46  | Valentino Rossi   | Yamaha      | 27      | +12.660   | 7        | 13     |
| 5       | 21  | Franco Morbidelli | Yamaha      | 27      | +12.774   | 4        | 11     |
| 6       | 4   | Andrea Dovizioso  | Ducati      | 27      | +13.744   | 6        | 10     |
| 7       | 44  | Pol Espargaró     | KTM         | 27      | +20.050   | 2        | 9      |
| 8       | 36  | Joan Mir          | Suzuki      | 27      | +22.512   | 9        | 8      |
| 9       | 43  | Jack Miller       | Ducati      | 27      | +26.554   | 16       | 7      |
| 10      | 9   | Danilo Petrucci   | Ducati      | 27      | +31.456   | 17       | 6      |
| 11      | 5   | Johann Zarco      | KTM         | 27      | +32.388   | 11       | 5      |
| 12      | 41  | Aleix Espargaró   | Aprilia     | 27      | +34.477   | 15       | 4      |
| 13      | 53  | Tito Rabat        | Ducati      | 27      | +35.325   | 22       | 3      |
| 14      | 99  | Jorge Lorenzo     | Honda       | 27      | +47.247   | 18       | 2      |
| 15      | 55  | Hafizh Syahrin    | KTM         | 27      | +1:02.280 | 20       | 1      |
| 16      | 88  | Miguel Oliveira   | KTM         | 27      | +1:07.831 | 19       |        |
| 17      | 17  | Karel Abraham     | Ducati      | 27      | +1:24.666 | 21       |        |
| 18      | 30  | Takaaki Nakagami  | Honda       | 26      | +1 vuelta | 10       |        |
| Ret     | 35  | Cal Crutchlow     | Honda       | 22      | Caída     | 14       |        |
| Ret     | 51  | Michele Pirro     | Ducati      | 21      | Retirado  | 12       |        |
| Ret     | 42  | Álex Rins         | Suzuki      | 15      | Caída     | 8        |        |
| Ret     | 63  | Francesco Bagnaia | Ducati      | 11      | Caída     | 13       |        |
| DNS     | 29  | Andrea Iannone    | Aprilia     |         | No empezó |          |        |
| 1.      |     |                   |             |         |           |          |        |
| Fuente: |     |                   |             |         |           |          |        |

### Resultados Moto2
| Pos.    | N.º | Piloto                | Constructor | Vueltas | Tiempo    | Parrilla | Puntos |
| ------- | --- | --------------------- | ----------- | ------- | --------- | -------- | ------ |
| 1       | 40  | Augusto Fernández     | Kalex       | 25      | 41:12.535 | 3        | 25     |
| 2       | 21  | Fabio Di Giannantonio | Speed Up    | 25      | +0.186    | 1        | 20     |
| 3       | 73  | Álex Márquez          | Kalex       | 25      | +1.283    | 2        | 16     |
| 4       | 12  | Thomas Lüthi          | Kalex       | 25      | +2.733    | 7        | 13     |
| 5       | 22  | Sam Lowes             | Kalex       | 25      | +8.764    | 8        | 11     |
| 6       | 41  | Brad Binder           | KTM         | 25      | +8.952    | 16       | 10     |
| 7       | 9   | Jorge Navarro         | Speed Up    | 25      | +9.928    | 15       | 9      |
| 8       | 97  | Xavi Vierge           | Kalex       | 25      | +12.844   | 6        | 8      |
| 9       | 33  | Enea Bastianini       | Kalex       | 25      | +13.916   | 10       | 7      |
| 10      | 7   | Lorenzo Baldassarri   | Kalex       | 25      | +15.338   | 14       | 6      |
| 11      | 10  | Luca Marini           | Kalex       | 25      | +17.881   | 12       | 5      |
| 12      | 88  | Jorge Martín          | KTM         | 25      | +20.511   | 17       | 4      |
| 13      | 5   | Andrea Locatelli      | Kalex       | 25      | +21.714   | 11       | 3      |
| 14      | 35  | Somkiat Chantra       | Kalex       | 25      | +28.673   | 19       | 2      |
| 15      | 62  | Stefano Manzi         | MV Agusta   | 25      | +30.791   | 20       | 1      |
| 16      | 16  | Joe Roberts           | KTM         | 25      | +31.679   | 24       |        |
| 17      | 64  | Bo Bendsneyder        | NTS         | 25      | +32.104   | 23       |        |
| 18      | 77  | Dominique Aegerter    | MV Agusta   | 25      | +32.324   | 21       |        |
| 19      | 24  | Simone Corsi          | NTS         | 25      | +34.048   | 22       |        |
| 20      | 96  | Jake Dixon            | KTM         | 25      | +45.708   | 25       |        |
| 21      | 27  | Iker Lecuona          | KTM         | 25      | +47.521   | 18       |        |
| 22      | 3   | Lukas Tulovic         | KTM         | 25      | +54.782   | 27       |        |
| 23      | 65  | Philipp Öttl          | KTM         | 25      | +57.945   | 26       |        |
| 24      | 36  | Andi Farid Izdihar    | Kalex       | 25      | +1:03.822 | 30       |        |
| 25      | 18  | Xavier Cardelús       | KTM         | 25      | +1:07.021 | 28       |        |
| Ret     | 45  | Tetsuta Nagashima     | Kalex       | 13      | Caída     | 5        |        |
| Ret     | 87  | Remy Gardner          | Kalex       | 10      | Caída     | 4        |        |
| Ret     | 11  | Nicolò Bulega         | Kalex       | 10      | Caída     | 13       |        |
| Ret     | 72  | Marco Bezzecchi       | KTM         | 6       | Caída     | 9        |        |
| Ret     | 47  | Adam Norrodin         | Kalex       | 5       | Caída     | 29       |        |
| DNS     | 23  | Marcel Schrötter      | Kalex       |         | No empezó |          |        |
| DNS     | 54  | Mattia Pasini         | Kalex       |         | No empezó |          |        |
| 1.      |     |                       |             |         |           |          |        |
| Fuente: |     |                       |             |         |           |          |        |

### Resultados Moto3
| Pos.    | N.º | Piloto              | Constructor | Vueltas | Tiempo    | Parrilla | Puntos |
| ------- | --- | ------------------- | ----------- | ------- | --------- | -------- | ------ |
| 1       | 24  | Tatsuki Suzuki      | Honda       | 23      | 40:00.034 | 1        | 25     |
| 2       | 17  | John McPhee         | Honda       | 23      | +0.112    | 14       | 20     |
| 3       | 14  | Tony Arbolino       | Honda       | 23      | +0.201    | 3        | 16     |
| 4       | 5   | Jaume Masiá         | KTM         | 23      | +0.708    | 4        | 13     |
| 5       | 7   | Dennis Foggia       | KTM         | 23      | +3.232    | 13       | 11     |
| 6       | 19  | Gabriel Rodrigo     | Honda       | 23      | +3.431    | 16       | 10     |
| 7       | 42  | Marcos Ramírez      | Honda       | 23      | +3.518    | 9        | 9      |
| 8       | 48  | Lorenzo Dalla Porta | Honda       | 23      | +3.740    | 7        | 8      |
| 9       | 12  | Filip Salač         | KTM         | 23      | +4.358    | 12       | 7      |
| 10      | 25  | Raúl Fernández      | KTM         | 23      | +14.210   | 24       | 6      |
| 11      | 82  | Stefano Nepa        | KTM         | 23      | +17.190   | 19       | 5      |
| 12      | 84  | Jakub Kornfeil      | KTM         | 23      | +17.217   | 15       | 4      |
| 13      | 16  | Andrea Migno        | KTM         | 23      | +29.972   | 10       | 3      |
| 14      | 54  | Riccardo Rossi      | Honda       | 23      | +32.133   | 20       | 2      |
| 15      | 20  | Elia Bartolini      | KTM         | 23      | +32.217   | 30       | 1      |
| 16      | 53  | Deniz Öncü          | KTM         | 23      | +51.058   | 23       |        |
| Ret     | 79  | Ai Ogura            | Honda       | 22      | Caída     | 11       |        |
| Ret     | 22  | Kazuki Masaki       | KTM         | 18      | Caída     | 17       |        |
| Ret     | 83  | Meikon Kawakami     | KTM         | 17      | Caída     | 29       |        |
| Ret     | 40  | Darryn Binder       | KTM         | 8       | Retirado  | 27       |        |
| Ret     | 44  | Arón Canet          | KTM         | 5       | Retirado  | 2        |        |
| Ret     | 75  | Albert Arenas       | KTM         | 3       | Caída     | 8        |        |
| Ret     | 23  | Niccolò Antonelli   | Honda       | 3       | Caída     | 6        |        |
| Ret     | 13  | Celestino Vietti    | KTM         | 3       | Caída     | 5        |        |
| Ret     | 69  | Tom Booth-Amos      | KTM         | 3       | Caída     | 28       |        |
| Ret     | 21  | Alonso López        | Honda       | 2       | Caída     | 21       |        |
| Ret     | 71  | Ayumu Sasaki        | Honda       | 0       | Caída     | 18       |        |
| Ret     | 27  | Kaito Toba          | Honda       | 0       | Caída     | 22       |        |
| Ret     | 11  | Sergio García       | Honda       | 0       | Caída     | 25       |        |
| Ret     | 76  | Makar Yurchenko     | KTM         | 0       | Caída     | 26       |        |
| DNS     | 55  | Romano Fenati       | Honda       |         | No empezó |          |        |
| 1. 2.   |     |                     |             |         |           |          |        |
| Fuente: |     |                     |             |         |           |          |        |

### Resultados MotoE
Carrera 1
| Pos.    | N.º | Piloto           | Constructor | Vueltas | Tiempo    | Parrilla | Puntos |
| ------- | --- | ---------------- | ----------- | ------- | --------- | -------- | ------ |
| 1       | 11  | Matteo Ferrari   | Energica    | 7       | 12:19.694 | 2        | 25     |
| 2       | 4   | Héctor Garzó     | Energica    | 7       | +0.187    | 8        | 20     |
| 3       | 10  | Xavier Siméon    | Energica    | 7       | +0.590    | 3        | 16     |
| 4       | 2   | Jesko Raffin     | Energica    | 7       | +3.111    | 4        | 13     |
| 5       | 7   | Niccolò Canepa   | Energica    | 7       | +3.284    | 5        | 11     |
| 6       | 6   | María Herrera    | Energica    | 7       | +6.516    | 6        | 10     |
| 7       | 32  | Lorenzo Savadori | Energica    | 7       | +6.883    | 11       | 9      |
| 8       | 18  | Nicolás Terol    | Energica    | 7       | +7.276    | 9        | 8      |
| 9       | 15  | Sete Gibernau    | Energica    | 7       | +14.576   | 18       | 7      |
| 10      | 16  | Joshua Hook      | Energica    | 7       | +15.568   | 12       | 6      |
| 11      | 14  | Randy de Puniet  | Energica    | 7       | +22.278   | 14       | 5      |
| 12      | 38  | Bradley Smith    | Energica    | 7       | +31.456   | 7        | 4      |
| 13      | 51  | Eric Granado     | Energica    | 7       | +1:10.405 | 16       | 3      |
| Ret     | 5   | Alex de Angelis  | Energica    | 3       | Caída     | 1        | 2      |
| Ret     | 27  | Mattia Casadei   | Energica    | 1       | Caída     | 10       | 1      |
| Ret     | 66  | Niki Tuuli       | Energica    | 1       | Caída     | 15       |        |
| Ret     | 78  | Kenny Foray      | Energica    | 1       | Caída     | 13       |        |
| Ret     | 63  | Mike Di Meglio   | Energica    | 1       | Retirado  | 17       |        |
|         |     |                  |             |         |           |          |        |
| Fuente: |     |                  |             |         |           |          |        |

Carrera 2
| Pos.    | N.º | Piloto           | Constructor | Vueltas | Tiempo    | Parrilla | Puntos |
| ------- | --- | ---------------- | ----------- | ------- | --------- | -------- | ------ |
| 1       | 11  | Matteo Ferrari   | Energica    | 7       | 12:15.142 | 2        | 25     |
| 2       | 4   | Héctor Garzó     | Energica    | 7       | +2.687    | 8        | 20     |
| 3       | 27  | Mattia Casadei   | Energica    | 7       | +2.844    | 10       | 16     |
| 4       | 7   | Niccolò Canepa   | Energica    | 7       | +2.899    | 5        | 13     |
| 5       | 6   | María Herrera    | Energica    | 7       | +3.022    | 6        | 11     |
| 6       | 51  | Eric Granado     | Energica    | 7       | +5.448    | 15       | 10     |
| 7       | 2   | Jesko Raffin     | Energica    | 7       | +5.740    | 4        | 9      |
| 8       | 38  | Bradley Smith    | Energica    | 7       | +7.013    | 7        | 8      |
| 9       | 18  | Nicolás Terol    | Energica    | 7       | +8.072    | 9        | 7      |
| 10      | 63  | Mike Di Meglio   | Energica    | 7       | +10.405   | 16       | 6      |
| 11      | 32  | Lorenzo Savadori | Energica    | 7       | +10.559   | 11       | 5      |
| 12      | 16  | Joshua Hook      | Energica    | 7       | +11.312   | 12       | 4      |
| 13      | 14  | Randy de Puniet  | Energica    | 7       | +24.129   | 14       | 3      |
| 14      | 78  | Kenny Foray      | Energica    | 7       | +35.867   | 4        | 2      |
| Ret     | 5   | Alex de Angelis  | Energica    | 4       | Caída     | 1        |        |
| Ret     | 15  | Sete Gibernau    | Energica    | 4       | Caída     | 17       |        |
| Ret     | 10  | Xavier Siméon    | Energica    | 0       | Caída     | 3        |        |
| DNS     | 66  | Niki Tuuli       | Energica    |         | No empezó |          |        |
| 1. 2.   |     |                  |             |         |           |          |        |
| Fuente: |     |                  |             |         |           |          |        |